# Highlandville
Highlandville és una població dels Estats Units a l'estat de Missouri. Segons el cens del 2000 tenia 872 habitants.

## Demografia
Segons el cens del 2000, Highlandville tenia 872 habitants, 321 habitatges, i 248 famílies. La densitat de població era de 67,6 habitants per km².
Dels 321 habitatges en un 38% hi vivien nens de menys de 18 anys, en un 58,9% hi vivien parelles casades, en un 14,6% dones solteres, i en un 22,7% no eren unitats familiars. En el 19,6% dels habitatges hi vivien persones soles el 5,6% de les quals corresponia a persones de 65 anys o més que vivien soles. El nombre mitjà de persones vivint en cada habitatge era de 2,72 i el nombre mitjà de persones que vivien en cada família era de 3,1.
Per edats la població es repartia de la següent manera: un 28,7% tenia menys de 18 anys, un 9,3% entre 18 i 24, un 32% entre 25 i 44, un 23,1% de 45 a 60 i un 7% 65 anys o més.
L'edat mediana era de 34 anys. Per cada 100 dones de 18 o més anys hi havia 103,3 homes.
La renda mediana per habitatge era de 31.767 $ i la renda mediana per família de 33.229 $. Els homes tenien una renda mediana de 24.125 $ mentre que les dones 20.682 $. La renda per capita de la població era de 12.442 $. Entorn del 14,4% de les famílies i el 17,9% de la població estaven per davall del llindar de pobresa.

## Poblacions més properes
El següent diagrama mostra les poblacions més properes.